# Le Criminel mystérieux

Le Criminel mystérieux (Guilty Bystander) est un film américain réalisé par Joseph Lerner et sorti en 1950.

## Synopsis
Max Thursday est un ancien policier devenu alcoolique. Divorcé et séparé de son fils, il vit maintenant dans le désordre d'une chambre d'hôtel aux frais de la propriétaire en échange de la surveillance de l'établissement, lorsqu'il est sobre. Un soir son ex-femme vient le voir en urgence : leur enfant a disparu, enlevé par la pègre dont les membres s'écharpent pour une histoire de diamants. Entre les courses-poursuites, l'alcool et les femmes Max devra trouver l'étroit chemin vers son fils et la rédemption.

## Fiche technique
- Titre français : Le Criminel mystérieux[1]
- Titre original : Guilty Bystander
- Réalisation : Joseph Lerner
- Scénario : Don Ettlinger, d'après le roman Guilty Bystander du duo d'écrivains Whit Masterson
- Musique : Dimitri Tiomkin
- Direction artistique : Fred Ballmeyer et Jack Wright
- Décors : Leo Kerz
- Maquillage : Ira Senz
- Photographie : Gerald Hirschfeld
- Son : James Shields
- Montage : Geraldine Lerner
- Production : Rex Carlton, Edmund L. Dorfmann
- Sociétés de production : Edmund L. Dorfmann Productions, Inc., Laurel Films et New York Film Associates Ltd.
- Sociétés de distribution : Film Classics
- Pays de production :  États-Unis
- Langue originale : anglais
- Format : noir et blanc — 35mm — 1,37:1 — mono
- Genre : Film policier, Film noir
- Durée : 91 minutes (1 h 31)
- Dates de sortie :
  - États-Unis : 21 avril 1950
  - France : 3 septembre 1954[1]

## Distribution
- Zachary Scott : Max Thursday
- Faye Emerson : Georgia
- Mary Boland : Smitty
- Sam Levene : Capitaine Tonetti
- J. Edward Bromberg : Varkas
- Kay Medford : Angel
- Jed Prouty : Dr. Elder
- Harry Landers : Bert
- Dennis Patrick : Fred Mace
- Ray Julian : Johnny

## Autour du film
- Le Criminel mystérieux fut retrouvé dans les réserves du British Film Institute et restauré par Nicolas Winding Refn[2].
- Ce film est le dernier de Mary Boland et également de J. Edward Bromberg, qui fit partie de la Liste noire de Hollywood et dut quitter les États-Unis peu après le film.